# Мики Сугавара
Мики Сугавара (јап. 菅原 美希) бивша је јапанска фудбалерка.

## Репрезентација
За репрезентацију Јапана дебитовала је 1998. године. За тај тим одиграла је 7 утакмица и постигла је 2 гола.

## Статистика
| Јапан  | Јапан | Јапан |
| Год.   | Ута.  | Гол.  |
| ------ | ----- | ----- |
| 1998   | 7     | 2     |
| Укупно | 7     | 2     |